# Akamai Technologies

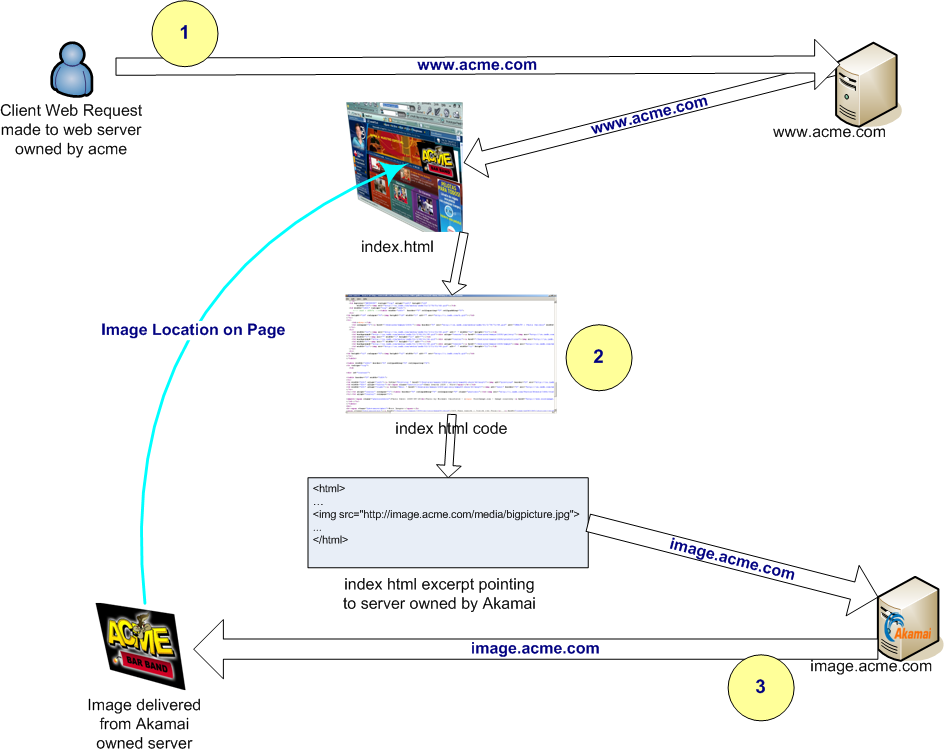
Esquema da transferência da imagem armazenada no servidor da Akamai para o cliente do site de grande porte

Akamai Technologies (NASDAQ: AKAM) é uma empresa de Internet americana, sediada em Cambridge, Massachusetts. Entre os seus principais serviços, está o armazenamento de imagens e vídeos para a estrutura interna de sites de grande porte, como Jw.org, Facebook, Twitter, MySpace, Amazon.com, Yahoo!, Netflix, Steam, o site da empresa de softwares Adobe Systems, da emissora de notícias BBC e da liga norte-americana de basquete NBA. A empresa também serve como monitora global de tráfego de dados e distribuidora de tecnologias para vídeos em streaming.
O nome "akamai" vem da língua nativa do Havaí; e significa "esperto", "inteligente".
Atualmente, figura entre as 20 melhores empresas dos Estados Unidos para se trabalhar, segundo o ranking da Glassdoor.

## Fundação
Foi fundada em 1998, quando o estudante de doutorado em filosofia Daniel M. Lewin e o professor de matemática aplicada Frank Thomson Leighton, ambos do Instituto de Tecnologia de Massachusetts (MIT), desenvolveram um algoritmo inovador capaz de otimizar o tráfego de dados na internet. Em 2001, Lewin foi morto nos ataques de 11 de setembro. Leighton, atualmente, trabalha como cientista-chefe da empresa.

## Servidores e domínios
A empresa é responsável por mais de 60 domínios, subdomínios e servidores DNS em toda a Internet. Os quatro mais utilizados são:
- akamai.net
- akamaiedge.net
- akamaihd.net
- edgesuite.net